# ازدواج میان‌گرایشی
ازدواج میان‌گرایشی (به انگلیسی: Mixed-orientation Marriage) اصطلاحی است که به ازدواج بین اشخاصی که گرایش‌های جنسی مختلف دارند اطلاق می‌شود. اصطلاح کلی‌تر آن رابطهٔ میان گرایشی است. افرادی که چنین ازدواجی کرده‌اند ممکن است از نظر عاطفی یا جنسی با یکدیگر سازگار نباشند. به عنوان مثال ازدواج بین مردی همجنس‌گرا و زنی دگرجنس‌گرا نمونه‌ای از یک ازدواج میان‌گرایشی است که رابطهٔ جنسی سازگاری میان دو طرف وجود ندارد. در مواقعی که ازدواج میان‌گرایشی با هدف مخفی‌کردن گرایش جنسی یکی از طرف‌های ازدواج انجام شود، از اصطلاح ازدواج بنفش استفاده می‌شود. ازدواج برای مخفی‌کردن گرایش جنسی در چند سدهٔ اخیر بین بسیاری از اشخاص مشهور با تمایلات همجنس‌گرایانه رواج داشته‌است و حتی در دورهٔ معاصر نیز به دلایلی مانند حفظ موقعیت شغلی یا قرار نگرفتن در معرض تحقیر، تبعیض یا مجازات انجام می‌شود.